# Moses (Museum Schnütgen)

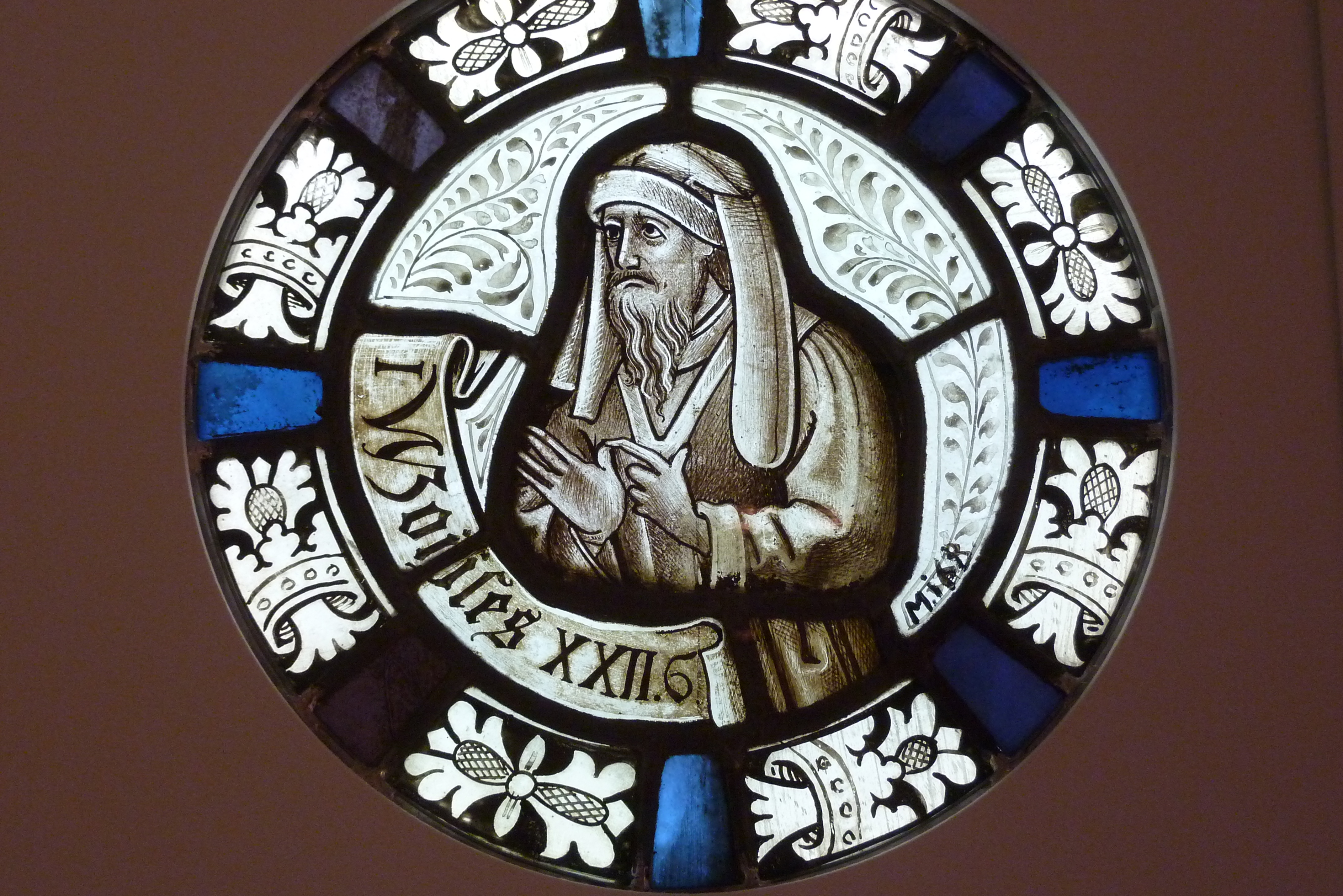
Bleiglasscheibe Moses

Die Darstellung des Moses ist ein Fragment eines Bleiglasfensters, das von einem unbekannten Künstler im 15. Jahrhundert geschaffen wurde. Die Scheibe kam 1932 in das Museum Schnütgen in Köln und hat die Inventar-Nr. M 168. 

## Herkunft
Die Scheibe mit einem Durchmesser von 22 cm stammt wahrscheinlich aus einer Kölner Werkstatt. Sie wurde mit anderen zusammen 1906 in ein Maßwerkfenster in der Kapelle des Hauses Starkenberg am Kölner Heumarkt eingesetzt. Die ursprüngliche Herkunft ist nicht bekannt. 

## Beschreibung
Im Kreismedaillon ist die Halbfigur eines disputierenden Propheten (siehe Handbewegung) zu sehen, der in orientalischer Tracht gekleidet ist. Der Hintergrund der Figur besteht aus einem dünnen Rankenmuster und eine Borte (aus späterer Zeit) mit Ornamentformen umgibt das Medaillon. Im Vordergrund ist folgende Inschrift zu sehen: „I Moijses XXII. 6.“ Dieser Bibelvers lautet: „Er nahm auch das Holz zum Brandopfer und legte es auf seinen Sohn Isaak“ (1. Buch Mose). Die Opferung Isaaks galt als Vorbild zur Kreuztragung Christi. In der Biblia pauperum gehörte diese Darstellung zum Kanon. 
Im Barthaar sind deutlich Strähnen zu sehen, die in Negativtechnik ausgeführt sind und an Nasenrücken, Wangenknochen und Lidern sind Lichtlinien erkennbar. 